# Theridion innocuum
Theridion innocuum là một loài nhện trong họ Theridiidae.
Loài này thuộc chi Theridion. Theridion innocuum được Tord Tamerlan Teodor Thorell miêu tả năm 1875.